# Jack Jennings
Jack Leroy Jennings (Walla Walla, 2 aprile 1918 – Seattle, 8 febbraio 1992) è stato un cestista e allenatore di pallacanestro statunitense, professionista nella NBL.

## Carriera
Giocò una stagione nella NBL, disputando 19 partite con 4,9 punti di media.